# Helen Dunbar
Helen Dunbar, nata Katheryn Burke Lackey (Filadelfia, 10 ottobre 1863 – Los Angeles, 28 agosto 1933), è stata un'attrice statunitense, attiva soprattutto nell'epoca del muto.

## Filmografia parziale
- Dear Old Girl, regia di Theodore Wharton - cortometraggio (1913)
- One Wonderful Night, regia di E.H. Calvert (1914)
- When Knights Were Bold - cortometraggio (1914)
- The Ambition of the Baron (1915)
- Graustark, regia di Fred E. Wright (1915)
- The Second in Command, regia di William J. Bowman (1915)
- The Silent Voice, regia di William Bowman (1915)
- Pennington's Choice, regia di William Bowman (1915)
- A Corner in Cotton, regia di Fred J. Balshofer (1916)
- The Wall Between, regia di John W. Noble (1916)
- Romeo and Juliet, regia di John W. Noble (1916)
- A Million a Minute, regia di John W. Noble (1916)
- Molly Entangled, regia di Robert Thornby (1917)
- Inside the Lines, regia di David Hartford (1918)
- The Squaw Man, regia di Cecil B. DeMille (1918)
- Jane Goes A' Wooing, regia di George Melford (1919)
- Venus in the East, regia di Donald Crisp (1919)
- Fighting Through, regia di William Christy Cabanne (1919)
- The Winning Girl, regia di Robert G. Vignola (1919)
- Puppy Love, regia di Roy William Neill (1919)
- Common Clay, regia di George Fitzmaurice (1919)
- Josselyn's Wife, regia di Howard C. Hickman (1919)
- Fires of Faith, regia di Edward José (1919)
- All Wrong, regia di Raymond B. West e William Worthington (1919)
- Men, Women, and Money, regia di George Melford (1919)
- God's Outlaw, regia di William Christy Cabanne (1919)
- Young Mrs. Winthrop, regia di Walter Edwards (1920)
- The City of Masks, regia di Thomas N. Heffron (1920)
- You Never Can Tell, regia di Chester M. Franklin (1920)
- Behold My Wife, regia di George Melford (1920)
- The Furnace
- The Little Clown, regia di Thomas N. Heffron (1921)
- Sangue di zingara (The Great Moment), regia di Sam Wood (1921)
- L'età di amare (Beyond the Rocks), regia di Sam Wood (1922)
- Una donna impossibile (The Impossible Mrs. Bellew), regia di Sam Wood (1922)
- Thirty Days, regia di James Cruze (1922)
- La vampa (The Cheat), regia di George Fitzmaurice (1923)
- The Call of the Canyon, regia di Victor Fleming (1923)
- Hollywood, regia di James Cruze (1923)
- Three Weeks, regia di Alan Crosland (1924)
- Changing Husbands, regia di Paul Iribe e Frank Urson (1924)
- Il ventaglio di Lady Windermere (Lady Windermere's Fan), regia di Ernst Lubitsch (1925)
- Mille disgrazie e una fortuna (His Majesty, Bunker Bean), regia di Harry Beaumont (1925)
- Scuola dei mariti (His Jazz Bride), regia di Herman C. Raymaker (1926)